# Aire urbaine d'Armentières (partie française)
L'aire urbaine d'Armentières est une aire urbaine française composée des dix communes de l'unité urbaine d'Armentières, dans le Nord. Elle comptait 78 742 habitants en 2013.

## Composition

L'aire urbaine d'Armentières dans le Nord-Pas-de-Calais dans sa délimitation de 1999.

Voici la liste des communes françaises de l'aire urbaine d'Armentières.
| Nom                       | Code Insee | Statut | Superficie (km2) | Population (dernière pop. légale) | Densité (hab./km2) |
| ------------------------- | ---------- | ------ | ---------------- | --------------------------------- | ------------------ |
| Armentières (siège)       | 59017      |        | 6,28             | 26 107 (2022)                     | 4 157              |
| Bailleul                  | 59043      |        | 43,42            | 14 734 (2022)                     | 339                |
| La Chapelle-d'Armentières | 59143      |        | 10,34            | 8 782 (2022)                      | 849                |
| Erquinghem-Lys            | 59202      |        | 9                | 5 349 (2022)                      | 594                |
| Frelinghien               | 59252      |        | 11,27            | 2 617 (2022)                      | 232                |
| Houplines                 | 59317      |        | 11,32            | 7 907 (2022)                      | 698                |
| Méteren                   | 59401      |        | 18,44            | 2 230 (2022)                      | 121                |
| Nieppe                    | 59431      |        | 17,24            | 7 685 (2022)                      | 446                |
| Saint-Jans-Cappel         | 59535      |        | 7,96             | 1 609 (2022)                      | 202                |
| Steenwerck                | 59581      |        | 27,47            | 3 474 (2022)                      | 126                |

### Évolution de la composition
- 2010 : Bailleul, Méteren et Saint-Jans-Cappel absorbées par l'unité urbaine d'Armentières